# Histoire du Népal pendant la Seconde Guerre mondiale

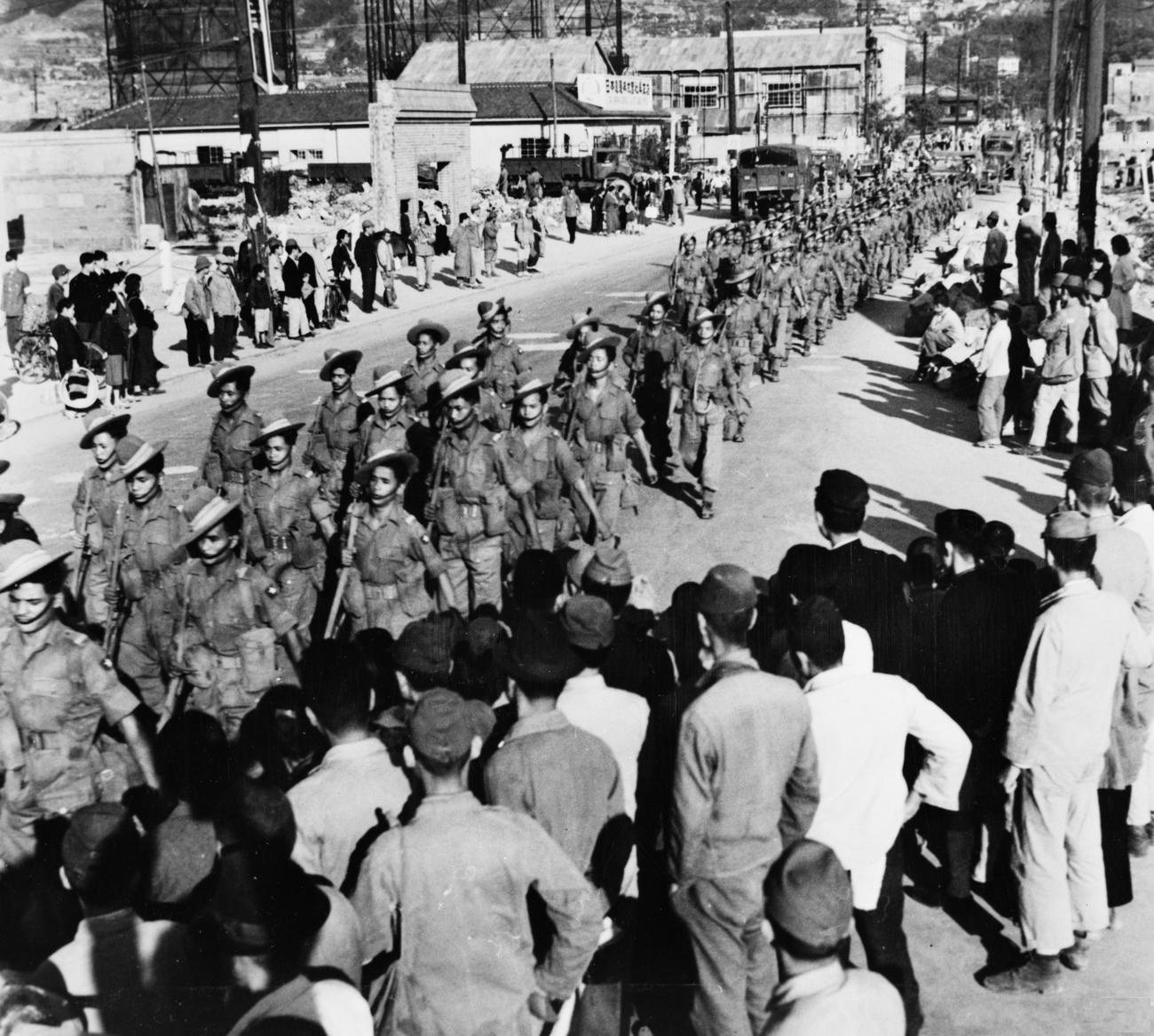
Les 2/5e Royal Gurkha Rifles défilant dans Kure peu après leur arrivée au Japon dans le cadre des forces alliées d'occupation.

Après l'invasion de la Pologne, le Népal a déclaré la guerre à l'Allemagne le 4 septembre 1939. Par la suite, seize bataillons de l'Armée royale népalaise combattirent le Japon sur le front birman. En plus du soutien militaire, le Népal contribua à l'effort de guerre allié en fournissant des armes, de l'équipement ainsi que des centaines de milliers de livres de thé, de sucre et de matières premières telles que le bois.
Pendant la Seconde Guerre mondiale, il existait un traité entre le Népal et la Grande-Bretagne au sujet de la mobilisation des soldats népalais. En plus de troupes de l'Armée royale népalaise, des Népalais combattirent dans les unités Gurkhas britanniques et furent engagés au combat partout dans le monde. Les troupes Gurkhas firent partie de la force d'occupation alliée au Japon.
Les unités népalaises qui participèrent étaient les bataillons Sri Nath, Kalibox, Surya Dal, Naya Gorakh, Barda Bahadur, Kali Bahadur, Mahindra Dal, Second Rifle, Bhairung, Jabbar Jung, Shumsher Dal, Sher, Devi Dutta, Bhairab Nath, Jagannath et Purano Gorakh. Il y avait, de plus, beaucoup de Népalais de haut rang au QG conjoint de l'armée de terre. Le commandant en chef Kiran Shumsher Rana et le maréchal Nir Shumsher Rana étaient des officiers de liaison de l'Armée royale népalaise.
Lorsque le Japon entra en guerre avec le Royaume-Uni en décembre 1941, la présence britannique dans le sous-continent indien fut menacée. La Grande-Bretagne déploya ses troupes, stationnées en Inde, en Birmanie. Les bataillons népalais, Mahindra Dal, Sher, Kali Bahadur et Jagannath, furent également déployés. Ces bataillons népalais combattirent sous le commandement allié. Le bataillon Jagannath participa en tant qu'ingénieurs pour construire des pistes, des ponts, des points d'eau, etc.
Les troupes népalaises combattirent vaillamment dans la 14e armée britannique sous le commandement du lieutenant-général William Slim et aidèrent à faire retraiter les Japonais. Enfin, à la suite des bombardements atomiques d’Hiroshima et de Nagasaki, le Japon capitula. La plupart des soldats népalais furent retirés et renvoyés à Katmandou en octobre 1945. Un grand défilé de la victoire fut organisé le 28 octobre 1945, en l’honneur des nombreux soldats et officiers népalais, ainsi que des officiers britanniques associés. Dans la Parade de la Victoire, à Londres en 1946, l'Armée royale népalaise fut conduite par le commandant Sir Baber Shamsher Jang Bahadur Rana. Son plus jeune fils, le major-général Subikhyat-Tri-Shakti-Patta, Prasidha-Prabala-Gorkha- Dakshina-Bahu Sir Brahma Shamsher Jang Bahadur Rana, combattit durant la guerre et fut décoré de la médaille Assam-Birmanie (1945), de l’étoile de la guerre 1939-1945, de l’étoile de la Birmanie, de la médaille de la Défense 39-45 et de la médaille de la guerre 1939-1945.

## Galerie

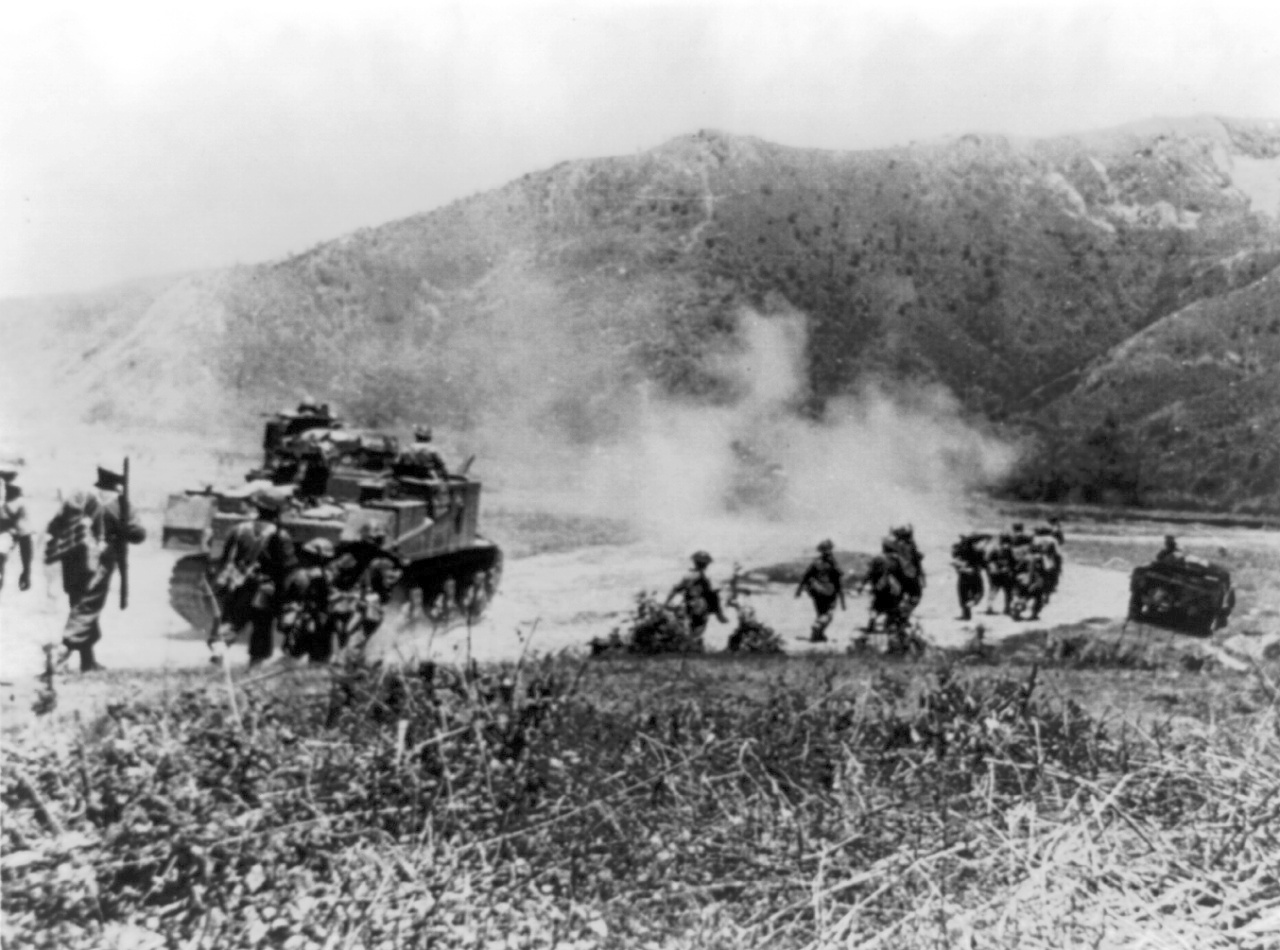
Des Gurkhas avançant avec des chars contre les Japonais sur la route Imphal-Kohima.
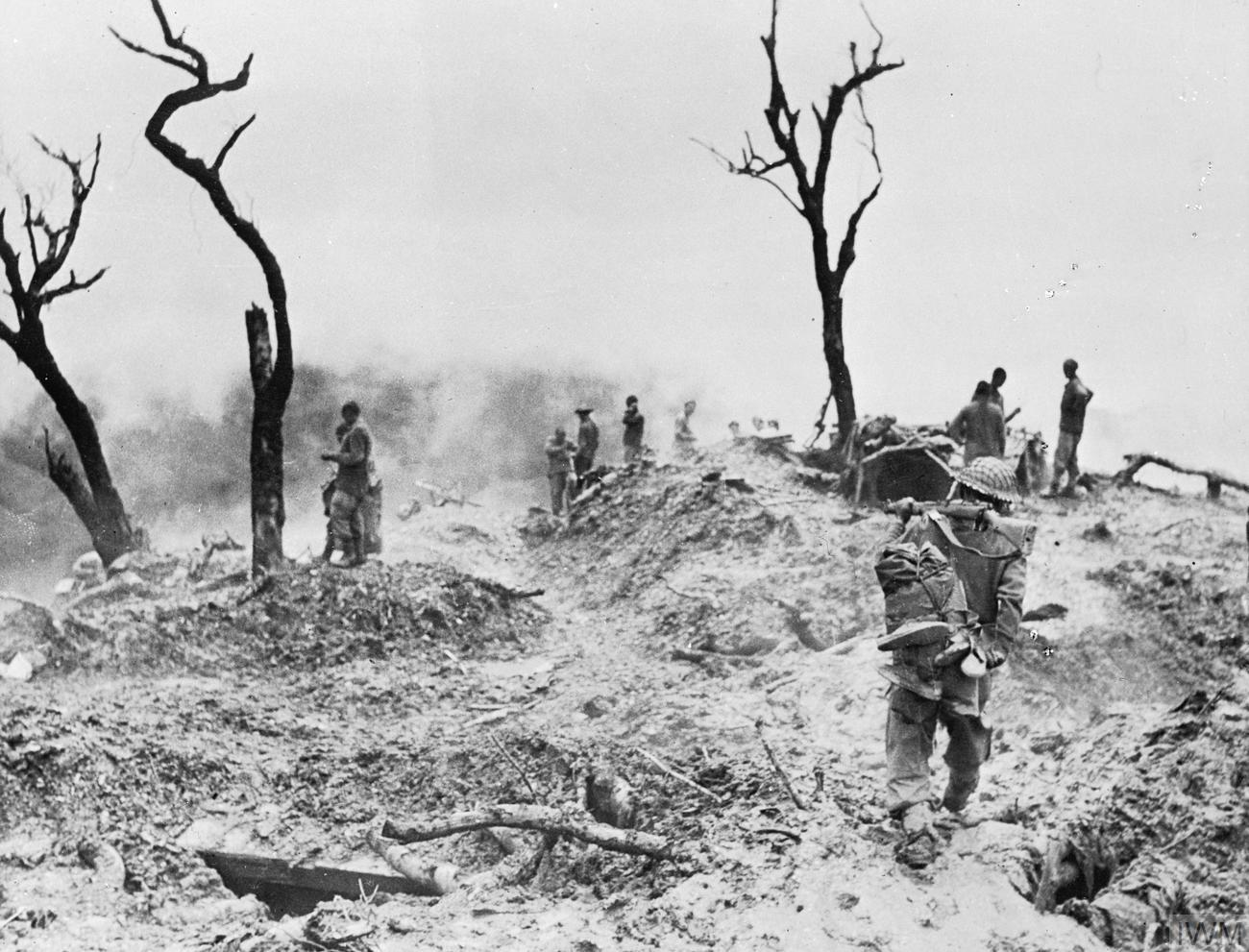
Colline Scraggy (Scraggy Hill) (connu par les Japonais sous le nom de colline Ito) sur le col Shenam, capturé par les 4/10e Gurkhas.